# Chanal
Chanal é um município do estado do Chiapas, no México. A população do município calculada no censo 2005 era de 9.050 habitantes.